# Muzdalifa
21°23′33″N 39°56′16″E

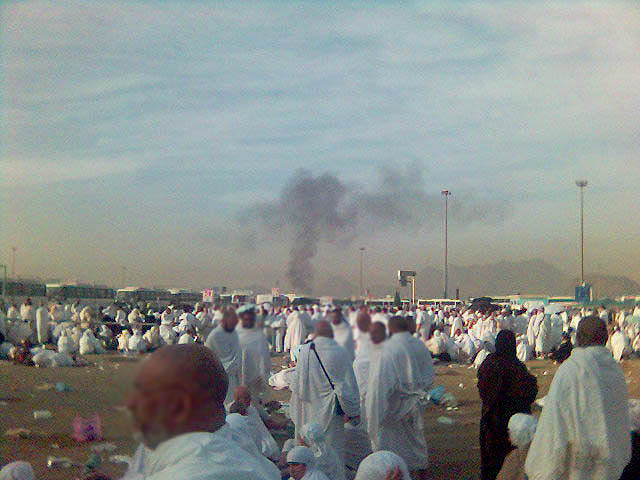
Pellegrini a Muzdalifa (2006)

Muzdalifa (in arabo مزدلفة‎?) è un'area all'aperto presso La Mecca (Arabia Saudita), strettamente associata alla ritualità islamica del Hajj. 

Situata a SE di Mina, lungo la strada che da Mina porta al Monte ʿArafāt (detto Jabal al-raḥma, "Monte della misericordia"). 
Ogni anno, il giorno 9 del mese lunare di Dhu l-Hijja, dopo un pomeriggio trascorso in preghiera ad ʿArafat, dove compiranno le salat del mezzodì (ẓuhr) e del pomeriggio (ʿaṣr), i pellegrini musulmani si recano a Muzdalifa giungendovi poco prima della sera ma, per l'affollamento creato dal ḥajj (2 milioni di persone), i devoti talvolta non riescono a giungere nell'area prima della notte vera e propria. 
A Muzdalifa essi raccolgono sassolini (chiamati jimār, "braci") in numero anche di 70 - per consentirne il lancio di 7 per 10 volte contro le tre colonne che rappresentano il diavolo nella piana di Mina (in antico indicata genericamente come la "ʿaqaba"), immediatamente a sud dell'abitato di Mecca. I sassolini saranno scagliati con forza in numero di 7 il primo giorno, seguiti da altri 7 in ognuno dei tre giorni o quattro successivi, per due o tre volte al giorno. 
I pellegrini trascorrono l'intera nottata a Muzdalifa, spesso all'aria aperta, prima di dirigersi verso Mina la mattina seguente. 